# Nati nel 1494
| Questa pagina contiene informazioni ricavate automaticamente dalle voci biografiche con l'ausilio del template Bio e di un bot. L'aggiornamento è periodico e automatico e ricostruisce completamente la pagina. Se manca una persona in questa lista, sei pregato di non aggiungerla, ma accertati piuttosto che la sua voce biografica contenga il template Bio e che i dati anagrafici siano correttamente compilati. Se il template Bio manca, inseriscilo tu stesso o, in alternativa, metti l'avviso {{tmp\|Bio}} che ne segnala la mancanza. Se i dati riportati sono sbagliati, correggi direttamente la voce biografica; le modifiche saranno visibili in questa lista entro pochi giorni. Per chiarimenti vedi il progetto biografie. La lista contiene solo le 50 persone che sono citate nell'enciclopedia e per le quali è stato implementato correttamente il template Bio. Pagina aggiornata al 18 mar 2025. |

- 2 febbraio - Bona Sforza, italiana († 1557)
- 4 febbraio - Jean de la Valette, condottiero e presbitero francese († 1568)
- 11 febbraio - Takeda Nobutora, militare giapponese († 1574)
- 1º marzo - Francesco da Sangallo, scultore italiano († 1576)
- 1º marzo - Bacchiacca, pittore italiano († 1557)
- 8 marzo - Rosso Fiorentino, pittore italiano († 1540)
- 24 marzo - Georg Agricola, scienziato e mineralogista tedesco († 1555)
- 20 aprile - Johannes Agricola, umanista e teologo tedesco († 1566)
- 20 aprile - Aloisio Gonzaga, condottiero italiano († 1549)
- 24 maggio - Pontormo, pittore italiano († 1557)
- 12 settembre - Francesco I di Francia, re francese († 1547)
- 16 settembre - Francesco Maurolico, matematico, astronomo e storico italiano († 1575)
- 28 ottobre - Fabrizio Maramaldo, condottiero italiano († 1552)
- 5 novembre - Hans Sachs, poeta e drammaturgo tedesco († 1576)
- 6 novembre - Solimano il Magnifico, sultano ottomano († 1566)
- 20 dicembre - Oronzio Fineo, matematico, cartografo e astrologo francese († 1555)
- 25 dicembre - Antonia di Borbone-Vendôme, nobildonna († 1583)
- Pietro IV Alighieri, nobile e politico italiano († 1546)
- Alonso Álvarez de Pineda, esploratore e cartografo spagnolo († 1519)
- Matthias Apiarius, tipografo, editore e compositore svizzero († 1554)
- Ubaldino Bandinelli, vescovo cattolico italiano († 1551)
- David Beaton, cardinale scozzese († 1546)
- Giovanni Bernardi, incisore, medaglista e orafo italiano († 1553)
- Renata di Borbone-Montpensier, principessa francese († 1539)
- Santi Buglioni, scultore italiano († 1576)
- Antonio Cappello, politico italiano († 1565)
- Domenico Capriolo, pittore italiano († 1528)
- Jacopo da Diacceto, letterato e scrittore italiano († 1522)
- Martin Frecht, teologo tedesco († 1556)
- Giannandrea Giustiniani Longo, doge († 1554)
- Alessandro Gonzaga, condottiero italiano († 1527)
- Marco Grimani, patriarca cattolico italiano († 1544)
- Christina Gyllenstierna, nobile svedese († 1559)
- Gaspar Hedio, storico e teologo tedesco († 1552)
- Ambrosius Holbein, pittore e incisore tedesco († 1519)
- Luca da Leida, pittore e incisore olandese († 1533)
- Antonio II Martinengo di Padernello, militare italiano († 1528)
- Jean Parmentier, navigatore, cartografo e poeta francese († 1529)
- Pierre Attaignant, editore musicale e compositore francese
- Francesco Pisani, cardinale e vescovo cattolico italiano († 1570)
- Francesco Priscianese, umanista italiano
- Niccolò Ragnina, letterato italiano († 1582)
- Saitō Dōsan, militare giapponese († 1556)
- Giovan Francesco da Sangallo, scultore e architetto italiano († 1576)
- Claude de la Sengle, militare francese († 1557)
- Domingo de Soto, presbitero, filosofo e teologo spagnolo († 1560)
- Massimiliano Stampa, nobile italiano († 1552)
- Hans Tausen, teologo danese († 1561)
- Cristóbal de Molina el almagrista, religioso e scrittore spagnolo († 1580)
- Konrad von Boyneburg, condottiero tedesco († 1567)